# Parco nazionale Hallingskarvet
Il parco nazionale Hallingskarvet è un parco nazionale della Norvegia, nelle contee di Buskerud e Vestland. È stato istituito nel 2006 e occupa una superficie di 450 km².